# Экзохорда
Струнопло́дник, или экзохо́рда (лат. Exochorda) — небольшой род цветковых растений в составе семейства Розовые (Rosaceae).

## Ботаническое описание
Представители рода — листопадные кустарники. Листья простые, очерёдные, с цельным, реже пильчатым краем, на заметных черешках. Прилистники отсутствуют.
Цветки обычно раздельнополые, реже обоеполые, с белым пятилепесточным венчиком и пятидольчатой чашечкой. Тычинки в количестве 15—30. Пестиков 5, сросшихся, в женских цветках они не развиты. Завязь верхушечная.
Плод представляет собой пять сросшихся жёстких листовок, угловатый, при созревании разделяющийся. В каждой листовке содержится по 1—2 уплощённых крылатых семени.
Древесина светлая, заболонная, со слабо заметными годичными кольцами.

## Ареал и выращивание
Родина экзохорды — восточная и центральная Азия.
Виды экзохорды широко культивируются в качестве декоративный растений. После цветения слабые молодые побеги обычно обрезаются. Размножают семенами или вегетативно (отводами или черенками). Светолюбивы.

## Классификация
|  |                                      |  |                                                             |                                                             |                   |  | ещё 8 семейств (согласно Системе APG II) | ещё 8 семейств (согласно Системе APG II)                     |                                                              |  |  |  | ещё 6 триб                       | ещё 6 триб                       |           |  |  |  |  |
|  |                                      |  |                                                             |                                                             |                   |  | ещё 8 семейств (согласно Системе APG II) | ещё 8 семейств (согласно Системе APG II)                     |                                                              |  |  |  | ещё 6 триб                       | ещё 6 триб                       | 3—5 видов |  |  |  |  |
|  |                                      |  |                                                             | порядок Розоцветные                                         |                   |  |                                          |                                                              | подсемейство Сливовые                                        |  |  |  |                                  | род Экзохорда                    |           |  |  |  |  |
|  |                                      |  |                                                             | порядок Розоцветные                                         |                   |  |                                          |                                                              | подсемейство Сливовые                                        |  |  |  |                                  | род Экзохорда                    |           |  |  |  |  |
|  | отдел Цветковые, или Покрытосеменные |  |                                                             |                                                             | семейство Розовые |  |                                          |                                                              | триба Osmaronieae                                            |  |  |  |                                  |                                  |           |  |  |  |  |
|  | отдел Цветковые, или Покрытосеменные |  |                                                             |                                                             |                   |  |                                          |                                                              |                                                              |  |  |  |                                  |                                  |           |  |  |  |  |
|  |                                      |  | ещё 44 порядка цветковых растений (согласно Системе APG II) | ещё 44 порядка цветковых растений (согласно Системе APG II) |                   |  |                                          | подсемейства Розановые и Дриадовые (согласно Системе APG II) | подсемейства Розановые и Дриадовые (согласно Системе APG II) |  |  |  | еще 2 рода — эмлерия и принсепия | еще 2 рода — эмлерия и принсепия |           |  |  |  |  |
|  |                                      |  |                                                             | ещё 44 порядка цветковых растений (согласно Системе APG II) |                   |  |                                          |                                                              | подсемейства Розановые и Дриадовые (согласно Системе APG II) |  |  |  |                                  | еще 2 рода — эмлерия и принсепия |           |  |  |  |  |

### Виды
В род входят 3—5 видов, границы между которыми размыты. Происхождение гибрида Exochorda ×macrantha точно не установлено, обычно указывается E. korolkowii × E. racemosa.
- Exochorda korolkowii Lavallée, 1880 — Экзохорда Альберта, или экзохорда Королькова
  - [syn.  Exochorda alberti Regel, 1884]
- Exochorda giraldii Hesse, 1908 — Экзохорда Жиральда
- Exochorda ×macrantha (Lemoine) C.K.Schneid., 1905
- Exochorda racemosa (Lindl.) Rehder, 1913 — Экзохорда крупноцветковая
  - [syn.  Exochorda grandiflora (Hook.) Lindl., 1858]
- Exochorda serratifolia S.Moore, 1877 — Струноплодник пильчатолистный, или Экзохорда пильчатолистная
- Exochorda tianschanica Gontsch., 1934 — Экзохорда тяньшанская